# Metylotransferaza homocysteinowa
Metylotransferaza homocysteinowa (5-methyltetrahydrofolate-homocysteine methyltransferase, MTR, EC 2.1.1.13) to enzym katalizujący końcowy etap biosyntezy metioniny. Substratami MTR są homocysteina i tetrahydrofolian, kofaktorem jest metylokobalamina (MeCbl). Gen MTR kodujący białko enzymu znajduje się w locus 1q43.